# Castell de les Anoves
Castell de les Anoves és un monument del municipi d'Oliana inclòs en l'Inventari del Patrimoni Arquitectònic de Catalunya.

## Descripció
En origen fou el nucli més destacat de construccions de les Anoves. Avui, però, està totalment abandonat.
El castell va patir moltes modificacions al llarg de la seva història. Sembla que era de planta irregular i constava de dos pisos. Els murs eren de pedra, còdols i tàpia.
Constava d'una important sèrie d'edificacions, mostra de la seva importància. Es conserven alguns murs fets amb pedres irregulars amb argamassa però moltes de les teulades estan destruïdes. Resten espitlleres a la planta baixa i finestres a la part superior.

## Història
El lloc de les Anoves és esmentat en un document referents a una donació de terres l'any 972. Alhora, "Lezonoves" consta en l'acta de consagració de la Seu.
El terme de les Anoves és documentat també durant els segles següents, com en l'acta de consagració de Sant Serni de Tavèrnoles de l'any 1040. En desaparèixer les jurisdiccions senyorials al segle xix, el domini passà al capítol de la Seu d'Urgell.